# Conognatha haemorrhoidalis
Conognatha haemorrhoidalis es una especie de escarabajo del género Conognatha, familia Buprestidae. Fue descrita científicamente por Olivier en 1790.